# Symphonie no 7 de Piston
Pour les articles homonymes, voir Symphonie no 7.
La Symphonie no 7 a été écrite par Walter Piston en 1960.

## Historique
Piston a composé la septième symphonie sur commande de l'Association de l'Orchestre de Philadelphie.  La symphonie a été créée par cet orchestre sous la direction Eugene Ormandy, le 10 février 1961. L'œuvre a reçu en 1961 le Prix Pulitzer de musique, ce qui est la seconde récompense pour Piston; la première fois, elle avait été accordée à la Troisième symphonie (1948). La symphonie ressemble un peu à Three New England Sketches de Piston, composé en 1959, et pour cette raison, ainsi qu'en raison de similitudes de la structure, elle a été comparée à la Pastorale de Beethoven.
Lorsque Piston a composé sa septième symphonie, il a pris en compte la richesse particulière des cordes de l'Orchestre de Philadelphie, ainsi que l'acoustique de la Philadelphia Academy of Music, où elle devait être créée.

## Structure
L'œuvre est en trois mouvements:
1. Con moto
2. Adagio pastorale
3. Allegro festevole

L'œuvre dure environ 22 minutes.
Le premier mouvement commence par un large thème se développant, avec un rythme rapide en mesure ternaire. Le mode mineur, les rythmes énergiques, et la densité contrapuntique à la fois dans l'exposition et la récapitulation donnent à ce mouvement un caractère de véhémence passionnée. Le second mouvement, Adagio pastoral, de même est dominé par de larges mélodies graves mais pas solennelles. Le finale, comme dans les autres symphonies de Piston, est ensoleillé et brillant, y compris un passage de mélodies syncopées de vent accompagnés de percussions pianissimo et de cordes en pizzicato, qui rappelle le scherzo de la Sixième Symphonie de Piston.